# Crasville-la-Rocquefort
Crasville-la-Rocquefort – miejscowość i gmina we Francji, w regionie Normandia, w departamencie Sekwana Nadmorska.
Według danych na rok 1990 gminę zamieszkiwało 300 osób, a gęstość zaludnienia wynosiła 58 osób/km² (wśród 1421 gmin Górnej Normandii Crasville-la-Rocquefort plasuje się na 613. miejscu pod względem liczby ludności, natomiast pod względem powierzchni na miejscu 675.).